# Agonum gravidulum
Agonum gravidulum är en skalbaggsart som beskrevs av Thomas Casey. Agonum gravidulum ingår i släktet Agonum och familjen jordlöpare. Inga underarter finns listade i Catalogue of Life.